# Уайт (окръг, Джорджия)
Вижте пояснителната страница за други значения на Уайт.
Окръг Уайт (на английски: White County) е окръг в щата Джорджия, Съединени американски щати. Площта му е 627 km², а населението - 19 944 души (2000). Административен център е град Кливланд.